# Semiothisa inoptata
Semiothisa inoptata là một loài bướm đêm trong họ Geometridae.